# Lithodytes lineatus
Lithodytes lineatus là một loài ếch trong họ Leptodactylidae. Nó là đại diện duy nhất của chi Lithodytes.

## Môi trường sống
Nó được tìm thấy ở Bolivia, Brasil, Colombia, Ecuador, Guyane thuộc Pháp, Guyana, Peru, Suriname, Venezuela, và có thể cả Trinidad và Tobago.
Các môi trường sống tự nhiên của chúng là các khu rừng ẩm ướt đất thấp nhiệt đới hoặc cận nhiệt đới, xavan ẩm, và đầm nước ngọt có nước theo mùa.

## Hình ảnh

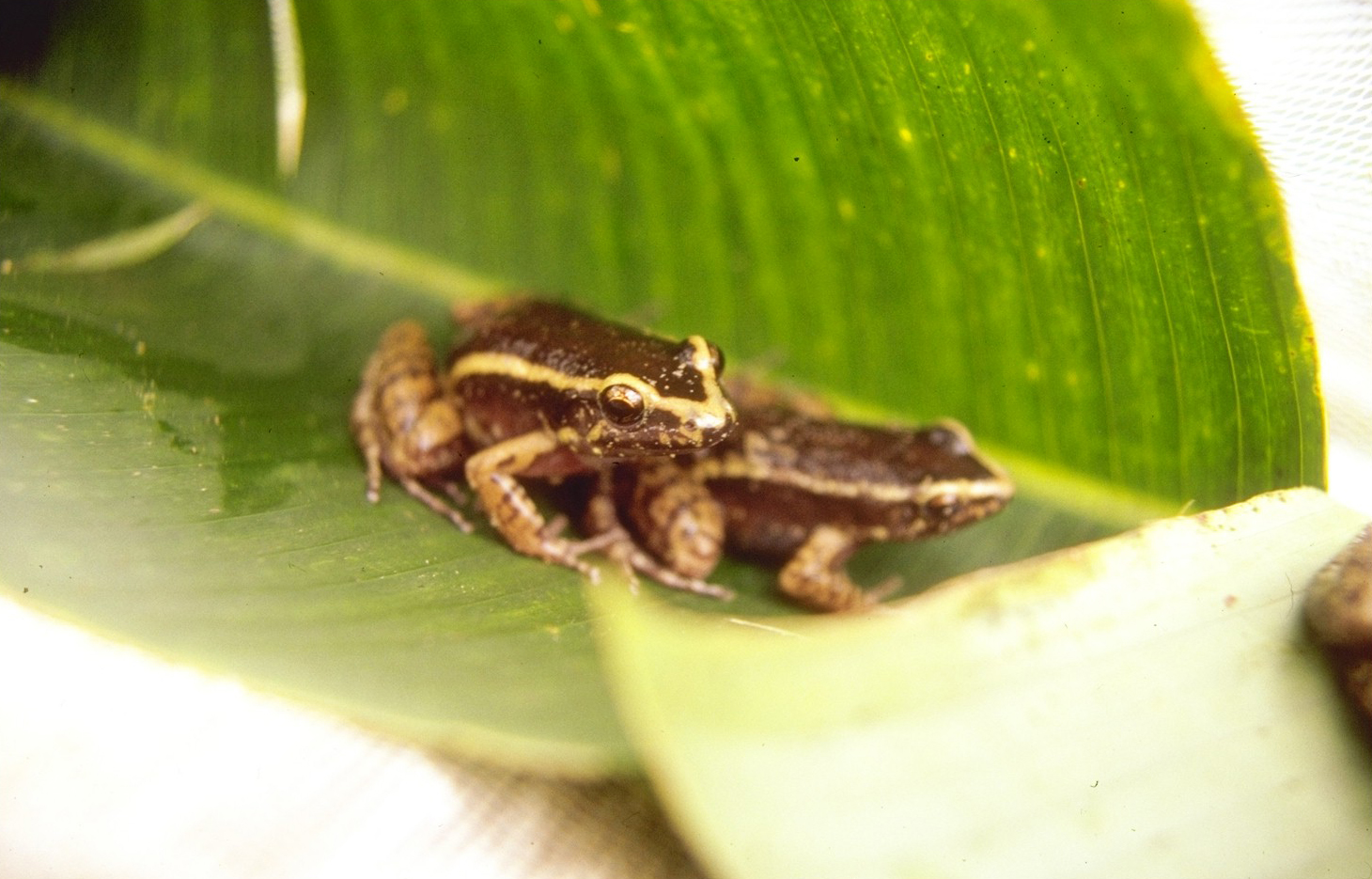
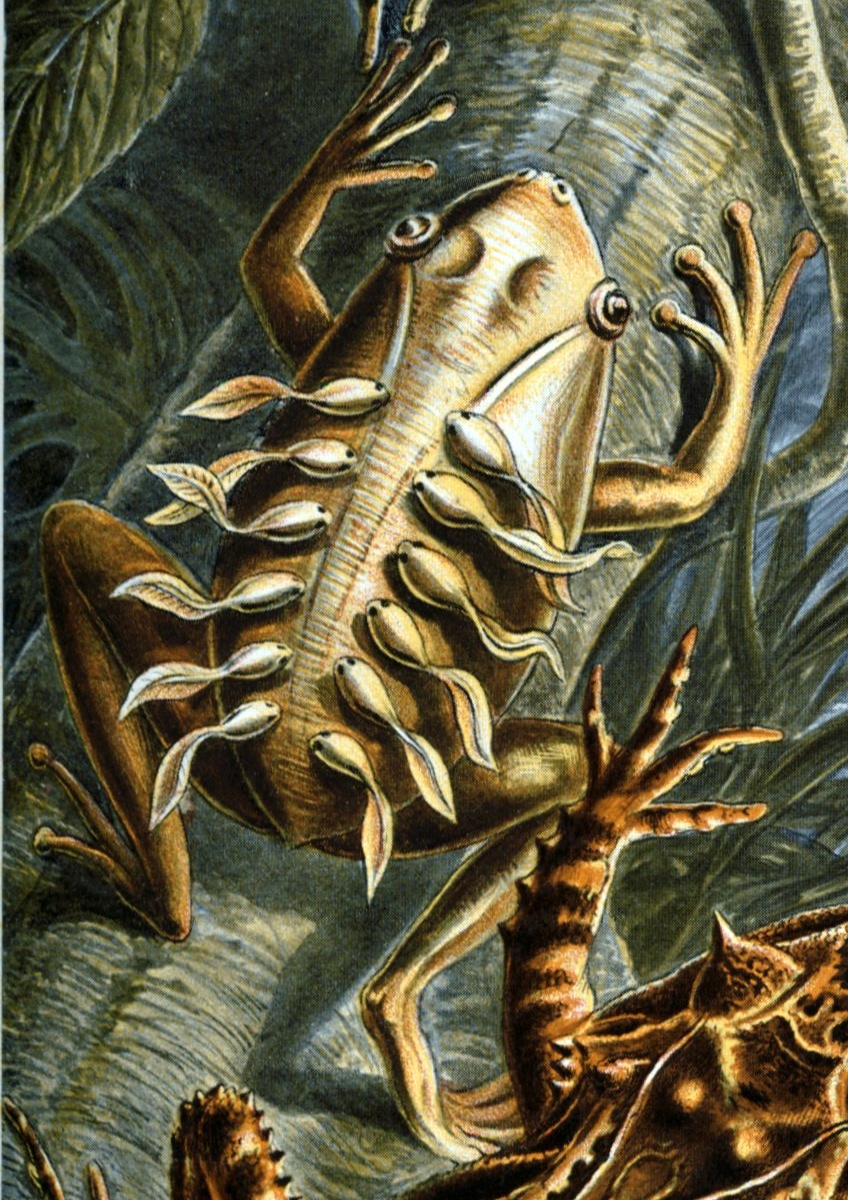
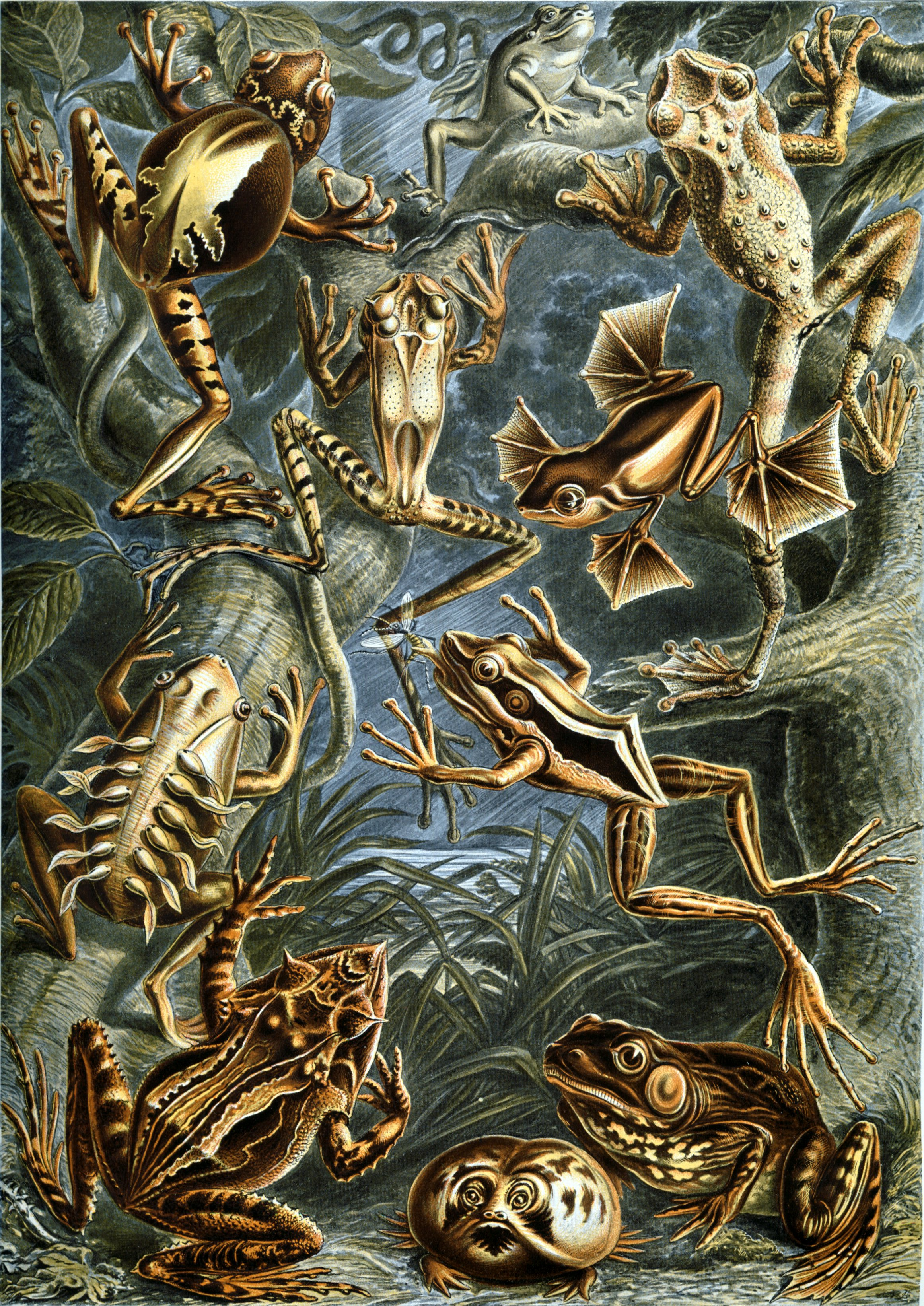
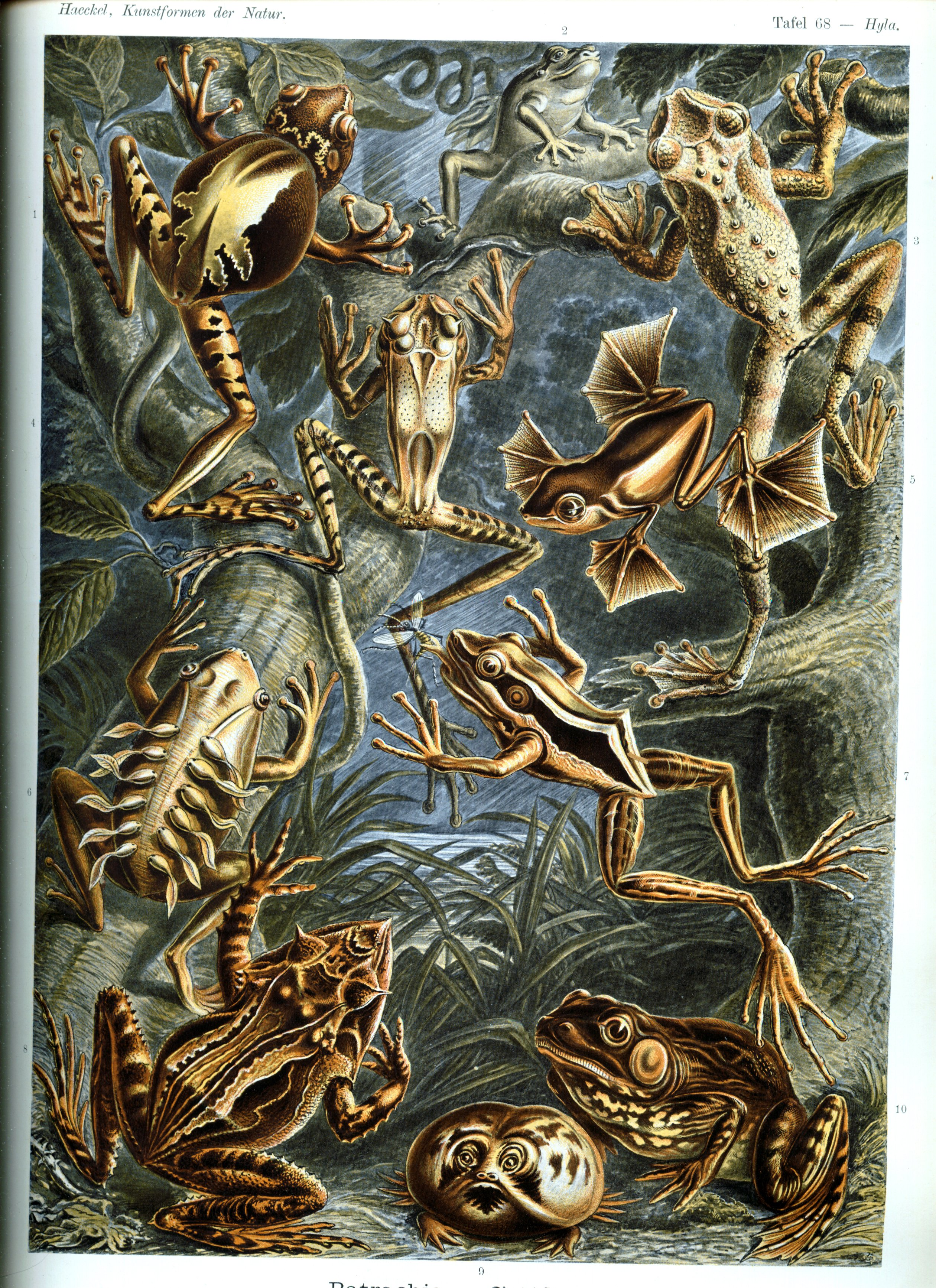